# Prix Oxfam Novib/PEN
 (janvier 2025).
Le prix Oxfam Novib / PEN pour la liberté d'expression est un prix littéraire créé en collaboration par le comité "écrivains en prison" du PEN International, du Fonds d'urgence du PEN et d'Oxfam Novib (en) (la filiale néerlandaise de l'organisation internationale Oxfam). Le prix est une reconnaissance envers les écrivains qui ont été persécutés pour leur travail et continuent leur travail malgré les conséquences.
Les récipiendaires reçoivent un prix d'un montant de 2 500 €.
Le prix est l'un des nombreux prix PEN parrainés par des sociétés affiliées au PEN International dans plus de 145 centres PEN du monde entier.

## Récipiendaires
Sources : pen-international.org

### Années 2000
- 2005
  - Sihem Bensedrine (Tunisie), journaliste et militant des droits de l'Homme
  - Naziha Réjiba (Tunisie), journaliste et rédacteur en chef
  - Sarah Mkhonza (Swaziland), romancier et chroniqueur
  - Claudia Anthony (Sierra Leone), journaliste
  - Duong Thu Huong (Viet Nam), romancier
- 2006
  - Simon Mol (Pologne), journaliste
  - Andrej Dyńko (en) (Biélorussie)
  - Roya Toloui (Iran / Kurdistan)
  - Faraj Bayrakdar (Syrie)
  - Hrant Dink (Turquie)
- 2007
  - Fatou Jaw-Manneh (Gambie), journaliste
  - Svetlana Aleksievitch (Biélorussie), écrivain
  - Lydia Cacho Ribeiro (Mexique), écrivain
  - Ekbal Baraka Ekbal (Égypte)
- 2008
  - Dejan Anastasijevic (Serbie), journaliste
  - Pierre Roger Lambo Sanjo (Cameroun), écrivain
  - Christopher Mlalazi et Raisedon Baya (Zimbabwe), dramaturges
  - Maung Thura et Saw Wei (Birmanie), poètes
- 2009
  - Chi Dang (Viet Nam), écrivain
  - Maziar Bahari (en) (irano-canadien), journaliste
  - Irakli Kakabadze (en) (Géorgie), écrivain
  - Sonali Samarasinghe Wickrematunge (Sri Lanka), journaliste
  - Daniel Coronell (en) (Colombie), chroniqueur

### Années 2010
- Aucune récompense attribuée en 2010
- 2011
  - Andreï Nekrassov (Russie), cinéaste et journaliste
  - Sakit Zahidov (Azerbaïdjan), journaliste et poète
  - Nedim Şener (en) (Turquie), journaliste
  - J. S. Tissainayagam (en) (Sri Lanka), journaliste
- 2012
  - Asieh Amini (no) (Iran), journaliste, blogueur et activiste
  - Jesús Lemus Barajas (Mexique), journaliste et écrivain
  - Mikhail Bekhetof (Russie), journaliste
  - Rachid Niny (Maroc), éditeur de journal
  - Alhaj Warrag et Abdul Moniem Suleman (Soudan), fondateur de journal / rédacteur en chef  et chroniqueur
- 2013
  - Samar Yazbek (Syrie), écrivaine et journaliste
  - Enoh Meyomesse (Cameroun) écrivain, activiste
  - Nargess Mohammadi (Iran), journaliste, militante
  - Déo Namujimbo (Congo), journaliste
  - Büşra Ersanlı (Turquie), écrivain, universitaire
- 2014
  - Abdiaziz Abdinur Ibrahim (Somalie), journaliste indépendant
  - Oksana Chelysheva (Russie), journaliste, activiste
  - Dina Meza (Honduras), journaliste, activiste
- 2015
  - Bahman Ahmadi Amouee (en) et Jila Bani Yaghoub (Iran), journalistes
  - Razan Naiem Almoghrabi (Libye), écrivain, journaliste et défenseur des droits des femmes
  - Abd Almoniem Rahama (Soudan), poète, écrivain et journaliste
- 2016
  - Amanuel Asrat (Érythrée), poète, écrivain et éditeur-en-chef
  - Can Dündar (Turquie) écrivain et journaliste
  - Omar Hazek (Égypte), poète et écrivain
- 2017
  - Ashraf Fayadh
  - Malini Subramaniam (Inde)
- 2018
  - Eskinder Nega (Éthiopie)
  - Milagros Socorro (Venezuela)
- 2019
  - Gioconda Belli (Nicaragua)
  - Roberto Saviano (Italie)
  - Dareen Tatour (Citoyen palestinien en Israël)
- 2020
  - Stella Nyanzi (Ouganda)